# Fietser zoekt woning
Fietser zoekt woning is een hoorspel van de Duitse auteur Alfred Andersch. De originele versie heeft als titel Radfahrer sucht Wohnung en werd in 1977 geschreven. De Süddeutscher Rundfunk zond het hoorspel op 14 januari 1978 uit, met Hannelore Elsner en Stefan Wigger in de hoofdrollen.
De Nederlandse versie betreft een vertaling door Paul van der Lek. Omroep TROS zond het hoorspel uit op zaterdag 13 maart 1982, onder regie van Josephine Soer. Marijke Veugelers en Jan Simon Minkema vertolkten de twee rollen. Het hoorspel duurde 22 minuten.
Het hoorspel wordt beschouwd als een romantische komedie. Alfred Andersch zelf noemde dit hoorspel een 'Scherz'.

## Verhaal
Georg is een computerdeskundige die inmiddels een jaar gescheiden is van zijn vrouw. Desondanks heeft hij nog steeds intiem contact met zijn ex-vrouw. Tijdens een zoektocht naar een nieuwe woning ontmoet hij Silvia, het nichtje van de huiseigenaar. Er springt tussen beiden een vonk over. Het is echter de vraag of dit tot iets zal leiden tussen de vrijgevochten Silvia en de ouderwetse Georg.